# Общество кинокритиков Бостона
Общество кинокритиков Бостона (англ. Boston Society of Film Critics (BSFC)) — некоммерческая организация кинокритиков, киноведов и студентов, чьей специализацией является обзор текущего кинопроцесса и написание рецензий. Базируется в Бостоне, штат Массачусетс, США.
Организация была сформирована в 1981 году, с целью популяризации регионального сообщества пишущих о кино бостонских критиков. Одним из путей выхода на международную арену стало решение об основании премии Boston Society of Film Critics Awards, ежегодно вручаемой наиболее достойным, по мнению участников опроса, фильмам. Президент общества — Том Мик, секретарь — Стив Винеберг.
Первой картиной, получившей премию в 1981 году, стал «Бешеный бык» режиссёра Мартина Скорсезе, в 2010 году награда досталась ленте Дэвида Финчера «Социальная сеть». Победителем в наибольшем количестве номинаций стал фильм Кэтрин Бигелоу «Повелитель бури», завоевавший в 2009 году пять наград.

## Основные награды
- Лучший фильм
- Лучший фильм на иностранном языке
- Лучший актёр
- Лучшая женская роль
- Лучший актёрский ансамбль
- Лучший режиссёр
- Лучший сценарий
- Лучший актёр второго плана
- Лучшая женская роль второго плана